# Evolução do Colégio dos Cardeais sob o pontificado de Bento XVI
Este artigo apresenta a evolução do Sagrado Colégio ou Colégio dos Cardeais durante o pontificado do Papa Bento XVI, desde a abertura do conclave que o elegeu a 18 de abril de 2005, até 12 de março de 2013, data da abertura do conclave que elegeria seu sucessor.

## Evolução
Após a eleição do então cardeal Joseph Ratzinger, o colégio consistia de 182 cardeais, dos quais 116 eram eleitores. Bento XVI criou noventa cardeais, dos quais 74 eram eleitores no momento da nomeação, em cinco consistórios. Durante o seu pontificado, 65 cardeais chegaram aos oitenta anos de idade, perdendo assim o direito de votar no conclave, e 65 morreram, sendo oito votantes.
| Data                                 | Evento                                               | Eleitor | Não eleitor | Total |
| ------------------------------------ | ---------------------------------------------------- | ------- | ----------- | ----- |
| 19 de abril de 2005                  | Eleição do cardeal Joseph Ratzinger (Bento XVI)      | 116     | 66          | 182   |
| de 21 junho 2005 a 28 fevereiro 2013 | Cardeais criados                                     | +74     | +16         | +90   |
| de 21 junho 2005 a 28 fevereiro 2013 | Cardeais que se tornaram octogenários                | -65     | +65         | 0     |
| de 21 junho 2005 a 28 fevereiro 2013 | Cardeais falecidos                                   | -8      | -57         | -65   |
| 28 fevereiro 2013                    | Renúncia do papa Bento XVI                           | 117     | 90          | 207   |
| 5 março 2013                         | 80.º aniversário do Cardeal Walter Kasper            | 117     | 90          | 207   |
| 13 março 2013                        | Eleição do cardeal Jorge Mario Bergoglio (Francisco) | 115     | 91          | 206   |

## Composição por país de origem
| País                           | 2005    | 2005        | 2005  | 2013    | 2013        | 2013  |
| ------------------------------ | ------- | ----------- | ----- | ------- | ----------- | ----- |
|                                | Eleitor | Não eleitor | Total | Eleitor | Não eleitor | Total |
| Angola                         |         | 1           | 1     |         | 1           | 1     |
| Benim                          |         | 1           | 1     |         |             |       |
| Camarões                       | 1       |             | 1     |         | 1           | 1     |
| Costa do Marfim                | 1       |             | 1     |         | 1           | 1     |
| Egito                          |         | 1           | 1     | 1       |             | 1     |
| Gana                           | 1       |             | 1     | 1       |             | 1     |
| Guiné                          |         |             |       | 1       |             | 1     |
| Quênia                         |         |             |       | 1       |             | 1     |
| Madagáscar                     | 1       |             | 1     |         |             |       |
| Ilhas Maurícias                |         | 1           | 1     |         |             |       |
| Moçambique                     |         | 1           | 1     |         | 1           | 1     |
| Nigéria                        | 2       |             | 2     | 2       | 1           | 3     |
| República Democrática do Congo | 1       |             | 1     | 1       |             | 1     |
| Senegal                        |         |             |       | 1       |             | 1     |
| África do Sul                  | 1       |             | 1     | 1       |             | 1     |
| Sudão                          | 1       |             | 1     | 1       |             | 1     |
| Tanzânia                       | 1       |             | 1     | 1       |             | 1     |
| Uganda                         | 1       |             | 1     |         | 1           | 1     |
| Zâmbia                         |         |             |       |         | 1           | 1     |
| Total Africa                   | 11      | 5           | 16    | 11      | 7           | 18    |
| Cuba                           | 1       |             | 1     | 1       |             | 1     |
| Guatemala                      | 1       |             | 1     |         |             |       |
| Honduras                       | 1       |             | 1     | 1       |             | 1     |
| Nicarágua                      | 1       |             | 1     |         | 1           | 1     |
| Porto Rico                     |         | 1           | 1     |         |             |       |
| República Dominicana           | 1       |             | 1     | 1       |             | 1     |
| Total America Central          | 5       | 1           | 6     | 3       | 1           | 4     |
| Canadá                         | 3       | 2           | 5     | 3       |             | 3     |
| México                         | 4       | 1           | 5     | 3       | 1           | 4     |
| Estados Unidos                 | 11      | 2           | 13    | 11      | 8           | 19    |
| Total America do Norte         | 18      | 5           | 23    | 17      | 9           | 26    |
| Argentina                      | 1       | 2           | 3     | 2       | 2           | 4     |
| Bolívia                        | 1       |             | 1     | 1       |             | 1     |
| Brasil                         | 4       | 4           | 8     | 5       | 4           | 9     |
| Chile                          | 2       |             | 2     | 1       | 1           | 2     |
| Colômbia                       | 3       |             | 3     | 1       | 2           | 3     |
| Equador                        |         | 1           | 1     | 1       |             | 1     |
| Peru                           | 1       |             | 1     | 1       |             | 1     |
| Venezuela                      |         | 1           | 1     | 1       |             | 1     |
| Total America do Sul           | 12      | 8           | 20    | 12      | 9           | 21    |
| China                          |         |             |       | 1       | 1           | 2     |
| Coreia do Sul                  |         | 1           | 1     |         | 1           | 1     |
| Filipinas                      | 2       | 1           | 3     | 1       | 2           | 3     |
| Japão                          | 2       |             | 2     |         |             |       |
| Índia                          | 3       | 2           | 5     | 5       | 2           | 7     |
| Indonésia                      | 1       |             | 1     | 1       |             | 1     |
| Iraque                         |         |             |       |         | 1           | 1     |
| Líbano                         |         | 1           | 1     | 1       | 1           | 2     |
| Síria                          | 1       |             | 1     |         |             |       |
| Sri Lanka                      |         |             |       | 1       |             | 1     |
| Taiwan                         |         | 1           | 1     |         |             |       |
| Tailândia                      | 1       |             | 1     |         | 1           | 1     |
| Vietname                       | 1       | 1           | 2     | 1       |             | 1     |
| Total Asia                     | 11      | 7           | 18    | 11      | 9           | 20    |
| Áustria                        | 1       | 1           | 2     | 1       |             | 1     |
| Bélgica                        | 1       |             | 1     | 1       |             | 1     |
| Bielorrússia                   |         | 1           | 1     |         |             |       |
| Bósnia e Herzegovina           | 1       |             | 1     | 1       |             | 1     |
| Croácia                        | 1       |             | 1     | 1       |             | 1     |
| França                         | 5       | 2           | 7     | 4       | 4           | 8     |
| Alemanha                       | 5       | 2           | 7     | 6       | 3           | 9     |
| Irlanda                        | 1       | 1           | 2     | 1       | 1           | 2     |
| Itália                         | 20      | 18          | 38    | 28      | 21          | 49    |
| Letônia                        | 1       |             | 1     |         | 1           | 1     |
| Lituânia                       | 1       |             | 1     | 1       |             | 1     |
| Malta                          |         |             |       |         | 1           | 1     |
| Países Baixos                  | 1       | 1           | 2     | 1       | 1           | 2     |
| Polónia                        | 3       | 4           | 7     | 4       | 3           | 7     |
| Portugal                       | 2       |             | 2     | 2       | 1           | 3     |
| Reino Unido                    | 2       |             | 2     | 1       | 1           | 2     |
| Chéquia                        | 1       | 1           | 2     | 1       | 1           | 2     |
| Roménia                        |         |             |       |         | 1           | 1     |
| Eslováquia                     |         | 2           | 2     |         | 1           | 1     |
| Eslovênia                      |         |             |       | 1       |             | 1     |
| Espanha                        | 6       | 2           | 8     | 5       | 5           | 10    |
| Suíça                          | 1       | 2           | 3     | 1       | 3           | 4     |
| Ucrânia                        | 2       |             | 2     |         | 2           | 2     |
| Hungria                        | 2       |             | 2     | 1       | 1           | 2     |
| Total Europa                   | 57      | 37          | 94    | 61      | 52          | 113   |
| Austrália                      | 1       | 2           | 3     | 1       | 2           | 3     |
| Nova Zelândia                  | 1       |             | 1     |         | 1           | 1     |
| Samoa                          |         | 1           | 1     |         |             |       |
| Total Oceania                  | 2       | 3           | 5     | 1       | 3           | 4     |
| Totale                         | 116     | 66          | 182   | 117     | 90          | 207   |

## Composição por consistório
| Consistório               | 2005    | 2005        | 2005  | 2013    | 2013        | 2013  |
| ------------------------- | ------- | ----------- | ----- | ------- | ----------- | ----- |
|                           | Eleitor | Não eleitor | Total | Eleitor | Não eleitor | Total |
| Abril 1969                |         | 3           | 3     |         |             |       |
| Março 1973                |         | 5           | 5     |         | 1           | 1     |
| Maio 1976                 | 1       | 1           | 2     |         | 1           | 1     |
| Junho 1977                | 1       | 1           | 2     |         |             |       |
| Criadas por Paulo VI      | 2       | 10          | 11    |         | 2           | 2     |
| Junho 1979                | 2       | 3           | 5     |         | 3           | 3     |
| Fevereiro 1983            | 9       | 1           | 10    | 2       | 3           | 5     |
| Maio 1985                 | 7       | 12          | 19    |         | 12          | 12    |
| Junho 1988                | 7       | 8           | 15    |         | 10          | 10    |
| Junho 1991                | 6       | 9           | 15    | 2       | 6           | 8     |
| Novembro 1994             | 12      | 7           | 19    | 5       | 9           | 13    |
| Fevereiro 1998            | 13      | 6           | 19    | 6       | 8           | 15    |
| Fevereiro 2001            | 31      | 7           | 38    | 17      | 13          | 30    |
| Outubro 2003              | 26      | 3           | 29    | 18      | 8           | 25    |
| Criadas por João Paulo II | 113     | 56          | 169   | 50      | 72          | 120   |
| Outubro 2006              |         |             |       | 9       | 5           | 14    |
| Novembro 2007             |         |             |       | 16      | 3           | 19    |
| Novembro 2010             |         |             |       | 18      | 5           | 23    |
| Fevereiro 2012            |         |             |       | 18      | 3           | 21    |
| Outubro 2012              |         |             |       | 6       |             | 6     |
| Criadas por Bento XVI     |         |             |       | 67      | 16          | 83    |
| total                     | 115     | 66          | 181   | 117     | 90          | 207   |

## Evolução durante o pontificado
| Data                    | Evento                                                              | País                           | Eleitores | Não Eleitores | Total |
| ----------------------- | ------------------------------------------------------------------- | ------------------------------ | --------- | ------------- | ----- |
| 18 de abril de 2005     | Cardeais no momento do conclave de 2005                             | Vaticano                       | 117       | 66            | 183   |
| 19 de abril de 2005     | Eleição papal do cardeal Joseph Alois Ratzinger como Papa Bento XVI | Vaticano                       | 116       | 66            | 182   |
| 21 de junho de 2005     | Morte do Cardeal Jaime Sin (76 anos)                                | Filipinas                      | 115       | 66            | 181   |
| 8 de julho de 2005      | 80 º aniversário do Cardeal Marco Cé                                | Itália                         | 114       | 67            | 181   |
| 14 de julho de 2005     | 80 º aniversário do Cardeal Francisco Álvarez Martínez              | Espanha                        | 113       | 68            | 181   |
| 7 de agosto de 2005     | 80 º aniversário do Cardeal Armand Gaétan Razafindratandra          | Madagáscar                     | 112       | 69            | 181   |
| 15 de outubro de 2005   | Morte do Cardeal Giuseppe Caprio (90 anos)                          | Itália                         | 112       | 68            | 180   |
| 23 de outubro de 2005   | 80 º aniversário do Cardeal José Freire Falcão                      | Brasil                         | 111       | 69            | 180   |
| 8 de dezembro de 2005   | Morte do Cardeal Leo Scheffczyk (85 anos)                           | Alemanha                       | 111       | 68            | 179   |
| 20 de janeiro de 2006   | Morte do Cardeal Pio Taofinu'u (82 anos)                            | Samoa                          | 111       | 67            | 178   |
| 2 de fevereiro de 2006  | 80 º aniversário do Cardeal Miguel Obando Bravo                     | Nicarágua                      | 110       | 68            |       |
| 2 de março de 2006      | 80 º aniversário do Cardeal Bernard Agré                            | Costa do Marfim                | 109       | 69            |       |
| 24 de março de 2006     | 80 º aniversário do Cardeal Desmond Connell                         | República da Irlanda           | 120       | 73            | 193   |
| 24 de março de 2006     | Criação de 12 cardeais eleitores + 3 não eleitores:                 | Vaticano                       | 120       | 73            | 193   |
| 24 de março de 2006     | William Joseph Levada                                               | Estados Unidos                 | 120       | 73            | 193   |
| 24 de março de 2006     | Franc Rodé                                                          | Eslovénia                      | 120       | 73            | 193   |
| 24 de março de 2006     | Agostino Vallini                                                    | Itália                         | 120       | 73            | 193   |
| 24 de março de 2006     | Jorge Liberato Urosa Savino                                         | Venezuela                      | 120       | 73            | 193   |
| 24 de março de 2006     | Gaudencio Borbon Rosales                                            | Filipinas                      | 120       | 73            | 193   |
| 24 de março de 2006     | Jean-Pierre Ricard                                                  | França                         | 120       | 73            | 193   |
| 24 de março de 2006     | Antonio Cañizares Llovera                                           | Espanha                        | 120       | 73            | 193   |
| 24 de março de 2006     | Nicholas Cheong Jin-Suk                                             | Coreia do Sul                  | 120       | 73            | 193   |
| 24 de março de 2006     | Sean Patrick O'Malley                                               | Estados Unidos                 | 120       | 73            | 193   |
| 24 de março de 2006     | Stanisław Dziwisz                                                   | Polónia                        | 120       | 73            | 193   |
| 24 de março de 2006     | Carlo Caffarra                                                      | Itália                         | 120       | 73            | 193   |
| 24 de março de 2006     | Joseph Zen Ze-Kiun                                                  | Hong Kong                      | 120       | 73            | 193   |
| 24 de março de 2006     | 3 não eleitor:                                                      | Vaticano                       | 120       | 73            | 193   |
| 24 de março de 2006     | Andrea Cordero Lanza di Montezemolo                                 | Itália                         | 120       | 73            | 193   |
| 24 de março de 2006     | Peter Poreku Dery                                                   | Gana                           | 120       | 73            | 193   |
| 24 de março de 2006     | Albert Vanhoye                                                      | França                         | 120       | 73            | 193   |
| 1 de maio de 2006       | Morte do Cardeal Raúl Francisco Primatesta (87 anos)                | Argentina                      | 120       | 72            | 192   |
| 13 de julho de 2006     | Morte do Cardeal Ángel Suquía Goicoechea (89 anos)                  | Espanha                        | 120       | 71            | 191   |
| 2 de agosto de 2006     | Morte do Cardeal Johannes Willebrands (96 anos)                     | Países Baixos                  | 120       | 70            | 190   |
| 14 de agosto de 2006    | 80 º aniversário do Cardeal Agostino Cacciavillan                   | Itália                         | 119       | 71            | 190   |
| 21 de agosto de 2006    | 80 º aniversário do Cardeal Marian Jaworski                         | Ucrânia                        | 118       | 72            | 190   |
| 17 de setembro de 2006  | 80 º aniversário do Cardeal Jean-Marie Lustiger                     | França                         | 117       | 73            | 190   |
| 24 de setembro de 2006  | 80 º aniversário do Cardeal Ricardo María Carles Gordó              | Espanha                        | 116       | 74            | 190   |
| 29 de setembro de 2006  | Morte do Cardeal Louis-Albert Vachon (94 anos)                      | Canadá                         | 116       | 73            | 189   |
| 13 de outubro de 2006   | Morte do Cardeal Dino Monduzzi (84 anos)                            | Itália                         | 116       | 72            | 188   |
| 18 de outubro de 2006   | Morte do Cardeal Mario Francesco Pompedda (77 anos)                 | Itália                         | 115       | 72            | 187   |
| 21 de novembro de 2006  | 80 º aniversário do Cardeal William Wakefield Baum                  | Estados Unidos                 | 114       | 73            | 187   |
| 10 de dezembro de 2006  | Morte do Cardeal Salvatore Pappalardo (88 anos)                     | Itália                         | 114       | 72            | 186   |
| 15 de dezembro de 2006  | 80 º aniversário do Cardeal Emmanuel Wamala                         | Uganda                         | 113       | 73            | 186   |
| 23 de dezembro de 2006  | 80 º aniversário do Cardeal Jorge Arturo Medina Estévez             | Chile                          | 112       | 74            | 186   |
| 6 de janeiro de 2007    | Morte do Cardeal Frédéric Etsou-Nzabi-Bamungwabi (76 anos)          | República Democrática do Congo | 111       | 74            | 185   |
| 9 de janeiro de 2007    | 80 º aniversário do Cardeal Adolfo Antonio Suárez Rivera            | México                         | 110       | 75            | 185   |
| 1 de fevereiro de 2007  | Morte do Cardeal Antonio María Javierre (86 anos)                   | Espanha                        | 110       | 74            | 184   |
| 15 de fevereiro de 2007 | 80 º aniversário do Cardeal Carlo Maria Martini                     | Itália                         | 109       | 75            | 184   |
| 31 de março de 2007     | 80 º aniversário do Cardeal Eduardo Martínez Somalo                 | Espanha                        | 108       | 76            | 184   |
| 8 de maio de 2007       | 80 º aniversário do Cardeal László Paskai                           | Hungria                        | 107       | 77            | 184   |
| 20 de maio de 2007      | 80 º aniversário do Cardeal Franciszek Macharski                    | Polónia                        | 106       | 78            | 184   |
| 29 de maio de 2007      | 80 º aniversário do Cardeal Varkey Vithayathil                      | Índia                          | 105       | 79            | 184   |
| 17 de junho de 2007     | Morte do Cardeal Angelo Felici (87 anos)                            | Itália                         | 105       | 78            | 183   |
| 5 de agosto de 2007     | Morte do Cardeal Jean-Marie Lustiger (80 anos)                      | França                         | 105       | 77            | 182   |
| 25 de agosto de 2007    | Morte do Cardeal Édouard Gagnon (89 anos)                           | Canadá                         | 105       | 76            | 181   |
| 14 de setembro de 2007  | 80 º aniversário do Cardeal Edmund Casimir Szoka                    | Estados Unidos                 | 104       | 77            | 181   |
| 28 de setembro de 2007  | Morte do Cardeal Adam Kozłowiecki (96 anos)                         | Polónia                        | 104       | 76            | 180   |
| 16 de outubro de 2007   | Morte do Cardeal Rosalio José Castillo Lara (85 anos)               | Venezuela                      | 104       | 75            | 179   |
| 8 de novembro de 2007   | Morte do Cardeal Stephen Fumio Hamao (77 anos)                      | Japão                          | 103       | 75            | 178   |
| 23 de novembro de 2007  | 80 º aniversário do Cardeal Angelo Sodano                           | Itália                         | 102       | 76            | 178   |
| 24 de novembro de 2007  | Criação de 18 cardeais eleitores + 5 não eleitores:                 | Vaticano                       | 120       | 81            | 201   |
| 24 de novembro de 2007  | Leonardo Sandri                                                     | Argentina                      | 120       | 81            | 201   |
| 24 de novembro de 2007  | John Patrick Foley                                                  | Estados Unidos                 | 120       | 81            | 201   |
| 24 de novembro de 2007  | Giovanni Lajolo                                                     | Itália                         | 120       | 81            | 201   |
| 24 de novembro de 2007  | Paul Josef Cordes                                                   | Alemanha                       | 120       | 81            | 201   |
| 24 de novembro de 2007  | Angelo Comastri                                                     | Itália                         | 120       | 81            | 201   |
| 24 de novembro de 2007  | Stanisław Ryłko                                                     | Polónia                        | 120       | 81            | 201   |
| 24 de novembro de 2007  | Raffaele Farina                                                     | Itália                         | 120       | 81            | 201   |
| 24 de novembro de 2007  | Agustín García-Gasco Vicente                                        | Espanha                        | 120       | 81            | 201   |
| 24 de novembro de 2007  | Seán Baptist Brady                                                  | República da Irlanda           | 120       | 81            | 201   |
| 24 de novembro de 2007  | Lluís Martínez Sistach                                              | Espanha                        | 120       | 81            | 201   |
| 24 de novembro de 2007  | André Vingt-Trois                                                   | França                         | 120       | 81            | 201   |
| 24 de novembro de 2007  | Angelo Bagnasco                                                     | Itália                         | 120       | 81            | 201   |
| 24 de novembro de 2007  | Théodore-Adrien Sarr                                                | Senegal                        | 120       | 81            | 201   |
| 24 de novembro de 2007  | Oswald Gracias                                                      | Índia                          | 120       | 81            | 201   |
| 24 de novembro de 2007  | Francisco Robles Ortega                                             | México                         | 120       | 81            | 201   |
| 24 de novembro de 2007  | Daniel DiNardo                                                      | Estados Unidos                 | 120       | 81            | 201   |
| 24 de novembro de 2007  | Odilo Pedro Scherer                                                 | Brasil                         | 120       | 81            | 201   |
| 24 de novembro de 2007  | John Njue                                                           | Quénia                         | 120       | 81            | 201   |
| 24 de novembro de 2007  | 5 não eleitor:                                                      | Vaticano                       | 120       | 81            | 201   |
| 24 de novembro de 2007  | Emmanuel III Delly                                                  | Iraque                         | 120       | 81            | 201   |
| 24 de novembro de 2007  | Giovanni Coppa                                                      | Itália                         | 120       | 81            | 201   |
| 24 de novembro de 2007  | Estanislao Esteban Karlic                                           | Argentina                      | 120       | 81            | 201   |
| 24 de novembro de 2007  | Urbano Navarrete                                                    | Espanha                        | 120       | 81            | 201   |
| 24 de novembro de 2007  | Umberto Betti                                                       | Itália                         | 120       | 81            | 201   |
| 12 de dezembro de 2007  | Morte do Cardeal Alfons Maria Stickler, S.D.B. (97 anos)            | Áustria                        | 120       | 80            | 200   |
| 23 de dezembro de 2007  | Morte do Cardeal Aloísio Lorscheider, O.F.M. (83 anos)              | Brasil                         | 120       | 79            | 199   |
| 20 de fevereiro de 2008 | 80 º aniversário do Cardeal Friedrich Wetter                        | Alemanha                       | 119       | 80            | 199   |
| 6 de março de 2008      | Morte do Cardeal Peter Poreku Dery (89 anos)                        | Gana                           | 119       | 79            | 198   |
| 22 de março de 2008     | Morte do Cardeal Adolfo Antonio Suárez Rivera (81 anos)             | México                         | 119       | 78            | 197   |
| 10 de abril de 2008     | Morte do Cardeal Ernesto Corripio y Ahumada (88 anos)               | México                         | 119       | 77            | 196   |
| 19 de abril de 2008     | Morte do Cardeal Alfonso López Trujillo (72 anos)                   | Colômbia                       | 118       | 77            | 195   |
| 13 de maio de 2008      | Morte do Cardeal Bernardin Gantin (86 anos)                         | Benim                          | 118       | 76            | 194   |
| 13 de junho de 2008     | 80 º aniversário do Cardeal Giacomo Biffi                           | Itália                         | 117       | 77            | 194   |
| 17 de junho de 2008     | 80 º aniversário do Cardeal Peter Seiichi Shirayanagi               | Japão                          | 116       | 78            | 194   |
| 6 de setembro de 2008   | Morte do Cardeal Antonio Innocenti (93 anos)                        | Itália                         | 116       | 77            | 193   |
| 13 de outubro de 2008   | Morte do Cardeal Antonio José González Zumárraga (83 anos)          | Equador                        | 116       | 76            | 192   |
| 12 de dezembro de 2008  | Morte do Cardeal Avery Robert Dulles, S.J. (90 anos)                | Estados Unidos                 | 116       | 75            | 191   |
| 10 de janeiro de 2009   | Morte do Cardeal Pio Laghi (86 anos)                                | Itália                         | 116       | 74            | 190   |
| 20 de janeiro de 2009   | Morte do Cardeal Stéphanos II Ghattas, C.M. (89 anos)               | Egito                          | 116       | 73            | 189   |
| 25 de janeiro de 2009   | 80 º aniversário do Cardeal Michael Michai Kitbunchu                | Tailândia                      | 115       | 74            | 189   |
| 16 de fevereiro de 2009 | Morte do Cardeal Stephen Kim Sou-hwan (86 anos)                     | Coreia do Sul                  | 115       | 73            | 188   |
| 22 de fevereiro de 2009 | Morte do Cardeal Paul Joseph Pham Ðình Tung (89 anos)               | Vietname                       | 115       | 72            | 187   |
| 1 de abril de 2009      | Morte do Cardeal Umberto Betti, O.F.M. (87 anos)                    | Itália                         | 115       | 71            | 186   |
| 25 de junho de 2009     | 80 º aniversário do Cardeal Francesco Marchisano                    | Itália                         | 114       | 72            | 186   |
| 4 de julho de 2009      | 80 º aniversário do Cardeal Darío Castrillón Hoyos                  | Colômbia                       | 113       | 73            | 186   |
| 17 de julho de 2009     | Morte do Cardeal Jean Margéot (93 anos)                             | Maurícia                       | 113       | 72            | 185   |
| 18 de dezembro de 2009  | 80 º aniversário do Cardeal Józef Glemp                             | Polónia                        | 112       | 73            | 185   |
| 30 de dezembro de 2009  | Morte do Cardeal Peter Seiichi Shirayanagi (81 anos)                | Japão                          | 112       | 72            | 184   |
| 31 de dezembro de 2009  | Morte do Cardeal Cahal Brendan Daly (92 anos)                       | República da Irlanda           | 112       | 71            | 183   |
| 10 de janeiro de 2010   | Morte do Cardeal Armand Gaétan Razafindratandra (84 anos)           | Madagáscar                     | 112       | 70            | 182   |
| 27 de janeiro de 2010   | 80 º aniversário do Cardeal Aloysius Matthew Ambrozic               | Canadá                         | 111       | 71            | 182   |
| 18 de março de 2010     | 80 º aniversário do Cardeal Adam Joseph Maida                       | Estados Unidos                 | 110       | 72            | 182   |
| 20 de março de 2010     | 80 º aniversário do Cardeal Thomas Stafford Williams                | Nova Zelândia                  | 109       | 73            | 182   |
| 31 de março de 2010     | 80 º aniversário do Cardeal Julián Herranz Casado                   | Espanha                        | 108       | 74            | 182   |
| 16 de abril de 2010     | Morte do Cardeal Tomáš Špidlík, S.J. (92 anos)                      | República Checa                | 108       | 73            | 181   |
| 30 de abril de 2010     | Morte do Cardeal Paul Augustin Mayer, O.S.B. (98 anos)              | Alemanha                       | 108       | 72            | 180   |
| 4 de maio de 2010       | Morte do Cardeal Luigi Poggi (92 anos)                              | Itália                         | 108       | 71            | 179   |
| 7 de julho de 2010      | 80 º aniversário do Cardeal Theodore Edgar McCarrick                | Estados Unidos                 | 107       | 72            | 179   |
| 30 de agosto de 2010    | 80 º aniversário do Cardeal Paul Poupard                            | França                         | 106       | 73            | 179   |
| 6 de setembro de 2010   | 80 º aniversário do Cardeal Salvatore De Giorgi                     | Itália                         | 105       | 74            | 179   |
| 18 de setembro de 2010  | 80 º aniversário do Cardeal Ignace Moussa I Daoud                   | Síria                          | 104       | 75            | 179   |
| 26 de setembro de 2010  | 80 º aniversário do Cardeal Michele Giordano                        | Itália                         | 103       | 76            | 179   |
| 15 de outubro de 2010   | 80 º aniversário do Cardeal Christian Wiyghan Tumi                  | Camarões                       | 102       | 77            | 179   |
| 14 de novembro de 2010  | 80 º aniversário do Cardeal Janis Pujats                            | Letónia                        | 101       | 78            | 179   |
| 20 de novembro de 2010  | Criação de 20 cardeais eleitores + 4 não eleitores:                 | Vaticano                       | 121       | 82            | 203   |
| 20 de novembro de 2010  | Angelo Amato                                                        | Itália                         | 121       | 82            | 203   |
| 20 de novembro de 2010  | Antonios Naguib                                                     | Egito                          | 121       | 82            | 203   |
| 20 de novembro de 2010  | Robert Sarah                                                        | Guiné                          | 121       | 82            | 203   |
| 20 de novembro de 2010  | Francesco Monterisi                                                 | Itália                         | 121       | 82            | 203   |
| 20 de novembro de 2010  | Fortunato Baldelli                                                  | Itália                         | 121       | 82            | 203   |
| 20 de novembro de 2010  | Raymond Leo Burke                                                   | Estados Unidos                 | 121       | 82            | 203   |
| 20 de novembro de 2010  | Kurt Koch                                                           | Suíça                          | 121       | 82            | 203   |
| 20 de novembro de 2010  | Paolo Sardi                                                         | Itália                         | 121       | 82            | 203   |
| 20 de novembro de 2010  | Mauro Piacenza                                                      | Itália                         | 121       | 82            | 203   |
| 20 de novembro de 2010  | Velasio De Paolis                                                   | Itália                         | 121       | 82            | 203   |
| 20 de novembro de 2010  | Gianfranco Ravasi                                                   | Itália                         | 121       | 82            | 203   |
| 20 de novembro de 2010  | Medardo Joseph Mazombwe                                             | Zâmbia                         | 121       | 82            | 203   |
| 20 de novembro de 2010  | Raúl Eduardo Vela Chiriboga                                         | Equador                        | 121       | 82            | 203   |
| 20 de novembro de 2010  | Laurent Monsengwo Pasinya                                           | República Democrática do Congo | 121       | 82            | 203   |
| 20 de novembro de 2010  | Paolo Romeo                                                         | Itália                         | 121       | 82            | 203   |
| 20 de novembro de 2010  | Donald William Wuerl                                                | Estados Unidos                 | 121       | 82            | 203   |
| 20 de novembro de 2010  | Raymundo Damasceno Assis                                            | Brasil                         | 121       | 82            | 203   |
| 20 de novembro de 2010  | Kazimierz Nycz                                                      | Polónia                        | 121       | 82            | 203   |
| 20 de novembro de 2010  | Albert Malcolm Ranjith Patabendige Don                              | Sri Lanka                      | 121       | 82            | 203   |
| 20 de novembro de 2010  | Reinhard Marx                                                       | Alemanha                       | 121       | 82            | 203   |
| 20 de novembro de 2010  | 4 não eleitor:                                                      | Vaticano                       | 121       | 82            | 203   |
| 20 de novembro de 2010  | José Manuel Estepa Llaurens                                         | Espanha                        | 121       | 82            | 203   |
| 20 de novembro de 2010  | Elio Sgreccia                                                       | Itália                         | 121       | 82            | 203   |
| 20 de novembro de 2010  | Walter Brandmüller                                                  | Alemanha                       | 121       | 82            | 203   |
| 20 de novembro de 2010  | Domenico Bartolucci                                                 | Itália                         | 121       | 82            | 203   |
| 22 de novembro de 2010  | Morte do Cardeal Urbano Navarrete, S.J. (90 anos)                   | Espanha                        | 121       | 81            | 202   |
| 3 de dezembro de 2010   | Morte do Cardeal Michele Giordano (80 anos)                         | Itália                         | 121       | 80            | 201   |
| 26 de janeiro de 2011   | 80 º aniversário do Cardeal Bernard Panafieu                        | França                         | 120       | 81            | 201   |
| 6 de fevereiro de 2011  | 80 º aniversário do Cardeal Ricardo Jamin Vidal                     | Filipinas                      | 119       | 82            | 201   |
| 12 de fevereiro de 2011 | 80 º aniversário do Cardeal Agustín García-Gasco y Vicente          | Espanha                        | 118       | 83            | 201   |
| 19 de fevereiro de 2011 | 80 º aniversário do Cardeal Camillo Ruini                           | Itália                         | 117       | 84            | 201   |
| 4 de março de 2011      | 80 º aniversário do Cardeal William Henry Keeler                    | Estados Unidos                 | 116       | 85            | 201   |
| 1 de abril de 2011      | Morte do Cardeal Varkey Vithayathil, C.Ss.R. (83 anos)              | Índia                          | 116       | 84            | 200   |
| 11 de abril de 2011     | 80 º aniversário do Cardeal Sergio Sebastiani                       | Itália                         | 115       | 85            | 200   |
| 18 de abril de 2011     | Morte do Cardeal Giovanni Saldarini (86 anos)                       | Itália                         | 115       | 84            | 199   |
| 1 de maio de 2011       | Morte do Cardeal Agustín García-Gasco y Vicente (80 anos)           | Espanha                        | 115       | 83            | 198   |
| 30 de junho de 2011     | Morte do Cardeal Georg Maximilian Sterzinsky (75 anos)              | Alemanha                       | 114       | 83            | 197   |
| 21 de julho de 2011     | Morte do Cardeal Kazimierz Świątek (96 anos)                        | Bielorrússia                   | 114       | 82            | 196   |
| 24 de julho de 2011     | Morte do Cardeal Virgilio Noè (89 anos)                             | Itália                         | 114       | 81            | 195   |
| 26 de agosto de 2011    | Morte do Cardeal Alojzij Ambrožič (81 anos)                         | Canadá                         | 114       | 80            | 194   |
| 3 de setembro de 2011   | Morte do Cardeal Andrzej Maria Deskur (87 anos)                     | Polónia                        | 114       | 79            | 193   |
| 24 de setembro de 2011  | 80 º aniversário do Cardeal Medardo Joseph Mazombwe                 | Zâmbia                         | 113       | 80            | 193   |
| 4 de novembro de 2011   | 80 º aniversário do Cardeal Bernard Francis Law                     | Estados Unidos                 | 112       | 81            | 193   |
| 26 de novembro de 2011  | 80 º aniversário do Cardeal Adrianus Johannes Simonis               | Países Baixos                  | 111       | 82            | 193   |
| 7 de dezembro de 2011   | 80 º aniversário do Cardeal Nicolas Cheong Jin-suk                  | Coreia do Sul                  | 110       | 83            | 193   |
| 11 de dezembro de 2011  | Morte do Cardeal John Patrick Foley (76 anos)                       | Estados Unidos                 | 109       | 83            | 192   |
| 6 de janeiro de 2012    | 80 º aniversário do Cardeal José Saraiva Martins                    | Portugal                       | 108       | 84            | 192   |
| 13 de janeiro de 2012   | 80 º aniversário do Cardeal Joseph Zen Ze-Kiun                      | China                          | 107       | 85            | 192   |
| 31 de janeiro de 2012   | Morte do Cardeal Anthony Bevilacqua (88 anos)                       | Estados Unidos                 | 107       | 84            | 191   |
| 18 de fevereiro de 2012 | Criação de 18 cardeais eleitores + 4 não eleitores:                 | Vaticano                       | 125       | 88            | 213   |
| 18 de fevereiro de 2012 | Fernando Filoni                                                     | Itália                         | 125       | 88            | 213   |
| 18 de fevereiro de 2012 | Manuel Monteiro de Castro                                           | Portugal                       | 125       | 88            | 213   |
| 18 de fevereiro de 2012 | Santos Abril y Castelló                                             | Espanha                        | 125       | 88            | 213   |
| 18 de fevereiro de 2012 | Antônio Maria Vegliò                                                | Itália                         | 125       | 88            | 213   |
| 18 de fevereiro de 2012 | Giuseppe Bertello                                                   | Itália                         | 125       | 88            | 213   |
| 18 de fevereiro de 2012 | Francesco Coccopalmerio                                             | Itália                         | 125       | 88            | 213   |
| 18 de fevereiro de 2012 | João Braz de Aviz                                                   | Brasil                         | 125       | 88            | 213   |
| 18 de fevereiro de 2012 | Edwin Frederick O'Brien                                             | Estados Unidos                 | 125       | 88            | 213   |
| 18 de fevereiro de 2012 | Domenico Calcagno                                                   | Itália                         | 125       | 88            | 213   |
| 18 de fevereiro de 2012 | Giuseppe Versaldi                                                   | Itália                         | 125       | 88            | 213   |
| 18 de fevereiro de 2012 | George Alencherry                                                   | Índia                          | 125       | 88            | 213   |
| 18 de fevereiro de 2012 | Thomas Christopher Collins                                          | Canadá                         | 125       | 88            | 213   |
| 18 de fevereiro de 2012 | Dominik Duka                                                        | República Checa                | 125       | 88            | 213   |
| 18 de fevereiro de 2012 | Willem Jacobus Eĳk                                                  | Países Baixos                  | 125       | 88            | 213   |
| 18 de fevereiro de 2012 | Giuseppe Betori                                                     | Itália                         | 125       | 88            | 213   |
| 18 de fevereiro de 2012 | Timothy Dolan                                                       | Estados Unidos                 | 125       | 88            | 213   |
| 18 de fevereiro de 2012 | Rainer Maria Woelki                                                 | Alemanha                       | 125       | 88            | 213   |
| 18 de fevereiro de 2012 | John Tong Hon                                                       | Hong Kong                      | 125       | 88            | 213   |
| 18 de fevereiro de 2012 | 4 não eleitor:                                                      | Vaticano                       | 125       | 88            | 213   |
| 18 de fevereiro de 2012 | Lucian Mureşan                                                      | Romênia                        | 125       | 88            | 213   |
| 18 de fevereiro de 2012 | Julien Ries                                                         | Bélgica                        | 125       | 88            | 213   |
| 18 de fevereiro de 2012 | Prosper Grech                                                       | Malta                          | 125       | 88            | 213   |
| 18 de fevereiro de 2012 | Karl Becker                                                         | Alemanha                       | 125       | 88            | 213   |
| 8 de março de 2012      | 80 º aniversário do Cardeal Rodolfo Quezada Toruño                  | Guatemala                      | 124       | 89            | 213   |
| 9 de março de 2012      | Morte do Cardeal José Tomás Sánchez (91 anos)                       | Filipinas                      | 124       | 88            | 212   |
| 2 de abril de 2012      | 80 º aniversário do Cardeal Edward Michael Egan                     | Estados Unidos                 | 123       | 89            | 212   |
| 7 de abril de 2012      | Morte do Cardeal Ignace Moussa I Daoud (81 anos)                    | Síria                          | 123       | 88            | 211   |
| 10 de abril de 2012     | Morte do Cardeal Luis Aponte Martínez (89 anos)                     | Porto Rico                     | 123       | 87            | 210   |
| 17 de maio de 2012      | 80 º aniversário do Cardeal Miloslav Vlk                            | República Checa                | 122       | 88            | 210   |
| 4 de junho de 2012      | Morte do Cardeal Rodolfo Quezada Toruño (80 anos)                   | Guatemala                      | 122       | 87            | 209   |
| 14 de junho de 2012     | 80 º aniversário do Cardeal Henri Schwery                           | Suíça                          | 121       | 88            | 209   |
| 9 de julho de 2012      | Morte do Cardeal Eugênio Sales (91 anos)                            | Brasil                         | 121       | 87            | 208   |
| 26 de julho de 2012     | 80 º aniversário do Cardeal James Francis Stafford                  | Estados Unidos                 | 120       | 88            | 208   |
| 10 de agosto de 2012    | 80 º aniversário do Cardeal Gaudencio Borbon Rosales                | Filipinas                      | 119       | 89            | 208   |
| 22 de agosto de 2012    | Morte do Cardeal Paul Shan Kuo-hsi, S.J. (88 anos)                  | República da China             | 119       | 88            | 207   |
| 24 de agosto de 2012    | 80 º aniversário do Cardeal Cormac Murphy-O'Connor                  | Reino Unido                    | 118       | 89            | 207   |
| 31 de agosto de 2012    | Morte do Cardeal Carlo Maria Martini, S.J. (85 anos)                | Itália                         | 118       | 88            | 206   |
| 13 de setembro de 2012  | 80 º aniversário do Cardeal Pedro Rubiano Sáenz                     | Colômbia                       | 117       | 89            | 206   |
| 20 de setembro de 2012  | Morte do Cardeal Fortunato Baldelli (77 anos)                       | Itália                         | 116       | 89            | 205   |
| 1 de novembro de 2012   | 80 º aniversário do Cardeal Francis Arinze                          | Nigéria                        | 115       | 90            | 205   |
| 23 de novembro de 2012  | 80 º aniversário do Cardeal Renato Raffaele Martino                 | Itália                         | 114       | 91            | 205   |
| 24 de novembro de 2012  | Criação de 6 cardeais eleitores:                                    | Vaticano                       | 120       | 91            | 211   |
| 24 de novembro de 2012  | James Michael Harvey                                                | Estados Unidos                 | 120       | 91            | 211   |
| 24 de novembro de 2012  | Béchara Boutros Raï                                                 | Líbano                         | 120       | 91            | 211   |
| 24 de novembro de 2012  | Baselios Cleemis Thottunkal                                         | Índia                          | 120       | 91            | 211   |
| 24 de novembro de 2012  | John Olorunfemi Onaiyekan                                           | Nigéria                        | 120       | 91            | 211   |
| 24 de novembro de 2012  | Rubén Salazar Gómez                                                 | Colômbia                       | 120       | 91            | 211   |
| 24 de novembro de 2012  | Luis Antonio Tagle                                                  | Filipinas                      | 120       | 91            | 211   |
| 8 de dezembro de 2012   | 80 º aniversário do Cardeal Eusébio Oscar Scheid, S.C.I.            | Brasil                         | 119       | 92            | 211   |
| 23 de janeiro de 2013   | Morte do Cardeal Józef Glemp (83 anos)                              | Polónia                        | 119       | 91            | 210   |
| 26 de janeiro de 2013   | 80 º aniversário do Cardeal Javier Lozano Barragán                  | México                         | 118       | 92            | 210   |
| 8 de fevereiro de 2013  | Morte do Cardeal Giovanni Cheli (94 anos)                           | Itália                         | 118       | 91            | 209   |
| 23 de fevereiro de 2013 | Morte do Cardeal Julien Ries (92 anos)                              | Bélgica                        | 118       | 90            | 208   |
| 26 de fevereiro de 2013 | 80 º aniversário do Cardeal Lubomyr Husar                           | Ucrânia                        | 117       | 91            | 208   |
| 28 de fevereiro de 2013 | Morte do Cardeal Jean Marcel Honoré (92 anos)                       | França                         | 117       | 90            | 207   |
| 28 de fevereiro de 2013 | Renúncia do papa Bento XVI - Fim do Pontificado                     | Vaticano                       | 117       | 90            | 207   |
| 5 de março de 2013      | 80.º aniversário do cardeal Walter Kasper                           | Alemanha                       | 117       | 90            | 207   |

## Artigos relacionados
- Colégio dos Cardeais
- Lista de cardeais eleitores do conclave de 2005
- Lista de cardeais eleitores do conclave de 2013